# Ilya Gorodnichev
Ilya Gorodnichev (né le 9 mars 1987 à Moscou) est un coureur cycliste russe.

## Biographie
Fin 2012, il signe un contrat avec l'équipe continentale Ceramica Flaminia-Fondriest pour la saison suivante.
En 2015, il rejoint l'équipe taïwanaise RTS-Santic Racing.

## Palmarès
- 2009
  - 2e du Gran Premio Inda
  - 2e du Trophée international Bastianelli
  - 2e du Gran Premio Fiera del Riso
  - 3e de la Gara Ciclistica Montappone
- 2010
  - Gran Premio Camon
  - Gara Ciclistica Montappone
  - 2e du Trophée Adolfo Leoni
- 2012
  - Grand Prix San Giuseppe
  - Trofeo Alta Valle del Tevere
  - Coppa Varignana
  - 4e étape du Friendship People North-Caucasus Stage Race
  - Trophée Adolfo Leoni
  - 2e du Giro del Casentino
  - 2e du Grand Prix Colli Rovescalesi
  - 3e du Trofeo Castelnuovo Val di Cecina
- 2014
  - 1re et 2e étapes du Friendship People North-Caucasus Stage Race
  - 2e du Friendship People North-Caucasus Stage Race
- 2015
  - 2e du Tour de Kumano

## Classements mondiaux
| Année           | 2008 | 2009 | 2010 | 2011 | 2012 | 2013   | 2014 |
| --------------- | ---- | ---- | ---- | ---- | ---- | ------ | ---- |
| UCI Asia Tour   | 269e |      |      |      |      |        |      |
| UCI Europe Tour |      | 190e | 271e | 769e | 358e | 1 033e | 792e |